# Costa di Zumberge

Posizione della costa di Zumberge.

La costa di Zumberge (centrata alle coordinate 78°00′S 74°00′W), è una parte della costa antartica facente parte sia della regione orientale della Terra di Palmer che della regione occidentale della Terra di Ellsworth. In particolare, la costa di Zumberge si estende tra capo Zumberge (76°14′S 69°40′W), a nord-est, e la costa meridionale dell'insenatura di Hercules (80°04′S 79°00′W), a sud-ovest, e confina quindi a nord-est con la costa di Orville, nella Terra di Palmer, e a sud-est con la costa della Terra di Edith Ronne. La costa, sul lato sudorientale della Penisola Antartica, è separata dalla costa di Bryan, dall'altra parte della penisola, per mezzo delle Antartande,  mentre le montagne di Ellsworth la separano dall'entroterra della Terra di Ellsworth.
Stando a quanto definito nel 2009, sulla costa di Zumberge si trova l'estremo orientale del confine meridionale della Penisola Antartica (e della Terra Palmer), fissato alle coordinate 76°34′S 75°00′W, in corrispondenza del flusso di ghiaccio Evans.
Il fronte della costa è interamente occupato dalla parte occidentale della piattaforma di ghiaccio Filchner-Ronne.

## Storia
La costa di Zumberge è stata mappata dallo United States Geological Survey (USGS) sulla base di fotografie aeree scattate dalla marina militare statunitense tra il 1961 e il 1966 e di immagini satellitari ottenute dal Landsat 1 tra il 1973 e il 1974.

Nel 1986 la costa è stata battezzata con il suo attuale nome dal Comitato consultivo dei nomi antartici in onore di James Zumberge (1923-92), geologo e glacialogo statunitense che ha diretto le ricerche sulla barriera di Ross dal 1957 al 1964 ed è stato presidente del Comitato Scientifico per la Ricerca in Antartide dal 1982 al 1986 e dell'Università della California Meridionale dal 1980 al 1991.